# Vanja Milinković-Savić
Vanja Milinković-Savić (Orense, 20 de febrero de 1997) es un futbolista serbio que juega como guardameta en la S. S. C. Napoli de la Serie A de Italia y es internacional con la selección de Serbia. Su padre y sus hermanos son los también futbolistas serbios Nikola Milinković y Sergej Milinković-Savić y la basquetbolista Jana Milinković-Savić.
Ha sido internacional con Serbia en categorías inferiores, con las cuales se proclamó campeón del Mundial sub-20 de 2015 celebrado en Nueva Zelanda, aunque no disputó ningún partido.

## Trayectoria

### Inicios y primeros años
Desarrolló su carrera juvenil en el Fudbalski Klub Vojvodina Novi Sad, junto con su hermano Sergej Milinković-Savić. El 2 de abril de 2014, Vanja firmó su primer contrato profesional con el equipo serbio.
Antes de su debut como profesional, el 5 de agosto de 2014, fue vendido al Manchester United Football Club a cambio de 1,75 millones de euros. El jugador quedaría a préstamo en el Vojvodina Novi Sad por un año, mientras tramitaba el permiso de trabajo para jugar en Inglaterra. En la temporada 2014-15 hizo su debut profesional en la victoria 3 a 0 contra el OFK Belgrado, y disputó los primeros 15 partidos antes del receso invernal. Luego del mercado de pases, perdió el puesto con Srđan Žakula y solo disputó dos partidos más en la Superliga de Serbia.
Mientras tanto, en Inglaterra no pudo obtener el permiso de trabajo para formar parte del Manchester United Football Club, por lo que quedaría libre en noviembre de 2015.
En enero de 2016 fue contratado por el Lechia Gdańsk de la Ekstraklasa de Polonia, debutando el 6 de marzo en la goleada por 5 a 1 frente al Jagiellonia Białystok. Disputó 29 partidos en el equipo polaco, sumando 8 encuentros con la valla invicta. A partir de ello, despertó el interés del Torino Football Club, que invirtió 2,6 millones de euros en su fichaje en enero de 2017.
En el Torino, se convirtió en el primer suplente de Salvatore Sirigu, exjugador de la selección de fútbol de Italia. Fue titular en la Copa Italia, donde disputó el Derbi de Turín frente a la Juventus Football Club en cuartos de final, perdiendo por 2 a 0 y siendo eliminados. Tuvo su debut en la Serie A en la última fecha, en la victoria por 2 a 1 frente al Genoa
En julio de 2018 fue cedido a la SPAL. En enero de 2019 se canceló la cesión y se marchó, también a préstamo, al Ascoli Calcio hasta final de temporada. Para la temporada 2019-20 acumuló una nueva cesión, en esta ocasión, al Standard de Lieja.
El 26 de julio de 2025 se anunció su llegada a la S. S. C. Napoli como cedido con una opción de compra obligatoria en caso de cumplirse determinadas condiciones.

## Selección nacional
Ha sido internacional con la selección de Serbia en las categorías inferiores sub-19, sub-20 y sub-21, con las que sumó un total de 31 partidos.
El 11 de noviembre de 2021 debutó con la selección absoluta en un amistoso ante Catar que vencieron por cuatro a cero.

### Participaciones en fases finales
| Competición         | Sede          | Resultado     | Partidos |
| ------------------- | ------------- | ------------- | -------- |
| Europeo sub-19 2014 | Hungría       | Tercer puesto | 1        |
| Mundial sub-20 2015 | Nueva Zelanda | Campeón       | 6        |
| Mundial 2022        | Catar         | Primera fase  | 3        |
| Eurocopa 2024       | Alemania      | Primera fase  | 0        |

## Estadísticas

### Clubes
Actualizado al último partido jugado el 22 de abril de 2023.
| Club                        | Div.          | Temporada     | Liga  | Liga | Liga | Copas nacionales * | Copas nacionales * | Copas nacionales * | Copas internacionales ** | Copas internacionales ** | Copas internacionales ** | Total | Total | Total |
| Club                        | Div.          | Temporada     | Part. | GP   | AI   | Part.              | GP                 | AI                 | Part.                    | GP                       | AI                       | Part. | GP    | AI    |
| --------------------------- | ------------- | ------------- | ----- | ---- | ---- | ------------------ | ------------------ | ------------------ | ------------------------ | ------------------------ | ------------------------ | ----- | ----- | ----- |
| F. K. Vojvodina Serbia      | 1.ª           | 2013/14       | 0     | 0    | 0    | 0                  | 0                  | 0                  | 0                        | 0                        | 0                        | 0     | 0     | 0     |
| F. K. Vojvodina Serbia      | 1.ª           | 2014/15       | 17    | 20   | 6    | 2                  | 2                  | 1                  | 0                        | 0                        | 0                        | 19    | 22    | 7     |
| F. K. Vojvodina Serbia      | Total club    | Total club    | 17    | 20   | 6    | 2                  | 2                  | 1                  | 0                        | 0                        | 0                        | 19    | 22    | 7     |
| Lechia Gdańsk · Polonia     | 1.ª           | 2015-16       | 11    | 10   | 4    | 0                  | 0                  | 0                  | 0                        | 0                        | 0                        | 11    | 10    | 4     |
| Lechia Gdańsk · Polonia     | 1.ª           | 2016-17       | 18    | 22   | 4    | 0                  | 0                  | 0                  | 0                        | 0                        | 0                        | 18    | 22    | 4     |
| Lechia Gdańsk · Polonia     | Total club    | Total club    | 29    | 32   | 8    | 0                  | 0                  | 0                  | 0                        | 0                        | 0                        | 29    | 32    | 8     |
| Torino F. C. · Italia       | 1.ª           | 2017-18       | 1     | 1    | 0    | 3                  | 3                  | 1                  | 0                        | 0                        | 0                        | 4     | 4     | 1     |
| S.P.A.L. · Italia           | 1.ª           | 2018-19       | 2     | 4    | 1    | 1                  | 2                  | 0                  | 0                        | 0                        | 0                        | 3     | 6     | 1     |
| S.P.A.L. · Italia           | Total club    | Total club    | 2     | 4    | 1    | 1                  | 2                  | 0                  | 0                        | 0                        | 0                        | 3     | 6     | 1     |
| Ascoli Calcio · Italia      | 2.ª           | 2018-19       | 8     | 16   | 2    | 0                  | 0                  | 0                  | 0                        | 0                        | 0                        | 8     | 16    | 2     |
| Ascoli Calcio · Italia      | Total club    | Total club    | 8     | 16   | 2    | 0                  | 0                  | 0                  | 0                        | 0                        | 0                        | 8     | 16    | 2     |
| Standard de Lieja · Bélgica | 1.ª           | 2019-20       | 3     | 6    | 0    | 0                  | 0                  | 0                  | 0                        | 0                        | 0                        | 3     | 6     | 1     |
| Standard de Lieja · Bélgica | Total club    | Total club    | 3     | 6    | 1    | 0                  | 0                  | 0                  | 0                        | 0                        | 0                        | 3     | 6     | 1     |
| Torino F. C. · Italia       | 1.ª           | 2020-21       | 5     | 6    | 1    | 3                  | 1                  | 2                  | 0                        | 0                        | 0                        | 8     | 7     | 3     |
| Torino F. C. · Italia       | 1.ª           | 2021-22       | 27    | 33   | 4    | 1                  | 0                  | 1                  | 0                        | 0                        | 0                        | 28    | 33    | 5     |
| Torino F. C. · Italia       | 1.ª           | 2022-23       | 31    | 36   | 8    | 4                  | 2                  | 3                  | 0                        | 0                        | 0                        | 35    | 38    | 11    |
| Torino F. C. · Italia       | Total club    | Total club    | 64    | 76   | 13   | 11                 | 6                  | 7                  | 0                        | 0                        | 0                        | 75    | 82    | 20    |
| Total carrera               | Total carrera | Total carrera | 123   | 154  | 31   | 14                 | 10                 | 8                  | 0                        | 0                        | 0                        | 137   | 164   | 39    |

- (*) Copa Italia
- Leyenda: PJ = Partidos Jugados, GP = Goles Permitidos, AI = Arco Invicto